# Nor 98
Nor 98 är en prionsjukdom (transmissibel spongiform encefalopati, TSE) hos får. Den upptäcktes första gången 1998 i Norge och liknar till viss del scrapie, och kallas därför också atypisk scrapie.

## Symtom
Liksom hos scrapie kan inkubationstiden variera mellan ett och fem år, möjligen längre. Vanligen insjuknar djuret då det är tre till fyra år gammalt, men Nor 98 har påvisats hos äldre djur. Sjukdomen är ärftligt betingad och drabbar centrala nervsystemet. Djuret kan få kraftig klåda och håravfall. Ibland får djuret en vinglig gång, beteendestörningar, nedsatt allmänkondition, gnisslar tänder och reagerar kraftigt vid ljud och beröring. Djuret dör två veckor till sex månader efter insjuknandet. Nor 98 skiljer sig något från scrapie genom att sjukdomen i regel drabbar äldre djur och att den främst yttrar sig i rörelsestörningar.

## Sverige
År 2004 konstaterades att en tacka på Orust drabbats av Nor 98. I januari 2007 upptäcktes sjukdomen i en fårbesättning på Öland.